# Islands geografi
Island er den anden største ø i Europa og den 18. største ø i verden. 

## Areal og grænser
Island har et areal på omtrent 103.000 km2. Hvor øen er bredest er den 500 km fra øst til vest.
Dens nærmeste nabo er Grønland, som ligger 286 km væk. Hernæst kommer Færøerne (420 km), Skotland (795 km) og Norge (950 km).

## Demografi
Lang størstedelen af befolkningen bor i hovedstaden Reykjavík i den sydøstlige ende af øen. Kópavogur og Hafnarfjörður ligger i samme region, Höfuðborgarsvæðið, som Reykjavík. På nordkysten findes øens fjerde største by, Akureyri. Næsten 80 % af øen af ubeboet.

## Topografi
Islands terræn består af fjelde, højslette og frugtbart kystlavland. Lange, dybe fjorde og gletsjere er karakteristiske for det islandske landskab.  

### Vulkaner
På Europas anden største ø findes der en del vulkaner, hvoraf cirka 30 er navngivet, men man kender ikke det reelle antal. På Island finder man nogle af verdens mest aktive vulkaner.

### Gletsjere
Den største gletsjer på øen er Vatnajökull, der dækker omkring 7764 km². Langjökull (868 km²), Hofsjökull (827 km²) og Mýrdalsjökull (542 km²) er de andre store gletsjere på Island.